# International Commission on Radiation Units and Measurements
Die International Commission on Radiation Units and Measurements (Internationale Kommission für Strahlungseinheiten und Messung, ICRU) ist eine Standardisierungsgruppe, die im Jahr 1925 durch den International Congress of Radiology in London gegründet wurde.

## Geschichte
Die ICRU nahm offiziell am ICR-2 in Stockholm ihren Anfang im Jahr 1928. Das Hauptziel bestand darin, ein Gerät zur Messung von Strahlung vorzuschlagen, wie es in der Medizin angewendet wird. Ab 1950 erweiterte die ICRU ihre Rolle erheblich, um ein breiteres Feld zu erfassen. Anfänglich fanden Treffen alle drei Jahre auf ICR-Kongressen statt (mit Ausnahme der 13 Jahre, die den Zweiten Weltkrieg umfassten), mit einem Physiker und einem Radiologen aus jedem teilnehmenden Land mit Teilnahmerecht, wobei der Vorsitzende vom ICR-Gastgeberland nominiert wurde. Eine ständige Kommission wurde im Jahr 1953 gewählt.

## Aufgabe
Ihre Aufgabe ist die Entwicklung international akzeptierter Mengen und Maßeinheiten von Strahlung und Radioaktivität sowie der entsprechenden Messverfahren.
Sitz der Organisation ist Bethesda (Maryland) in den USA.